# Valea Glavaciocului
Valea Glavaciocului se plasează în NE județului Teleorman. Are o lungime de 35 km. Orașul Videle, limita sudică a arealului studiat, este situat în lungul paralelei de 44°16'41" latitudine nordică, și meridianului de 25°31'28" longitudine estică. 

## Relief
Regiunea văii Glavaciocului, cuprinsă între orașul Videle și comuna Poeni, se regăsește în partea sud estică a Câmpiei Găvanu-Burdea, și mai exact în: Câmpia Dâmbovnic - subunitate a Câmpiei Piemontane Pitești, ocupă o mică porțiune din nord estul județului. Deosebirea de Câmpia Pitești constă în lipsa teraselor, apariția unor pături de loess, groase de 2-3 m, și altitudinea mai coborâtă (136-175 m). Ea reprezintă o zonă de tranziție către Câmpia Videle, este delimitată în partea sudică de o serie de izvoare cu debite apreciabile. Altă subunitate este reprezentată de Câmpia Videle - prezintă forma de patrulater, cuprins între Câmpia Dâmbovnicului (în nord), râul Teleorman și Valea Câlniștei, prelungindu-se spre est până la Argeș. 
Orientarea generală este de la NV către SE. Este o continuare a Câmpiei Piemontane a Piteștilor, atât ca litologie și tectonică, cât și ca resurse ale subsolului. Sunt cunoscute aici numeroase structuri de hidrocarburi acoperite de o întinsă cuvertură piemontană pleistocenă. Este o câmpie de loess, cu altitudini între 90-120 m, coboară, în mod normal, cu o convexitate către SE. Sunt caracteristice interfluviile înguste, văile adânci cu terase locale, cu sate așezate în special pe văi, datorită lipsei de apă pe câmpuri sau prezenței acesteia la mari adâncimi. Energia reliefului depașește 50 m, iar meandrele adâncite se întâlnesc foarte des.

## Hidrografie
Zona este deficitară în ceea ce privește umiditatea, precipitațiile medii multianuale cu valori în jur de 530 mm și evaporația potențială în jur de 717 mm, scot în evidență un deficit de apă de circa 185 mm. Valorile mai ridicate se înregistrează în lunile iulie, august și septembrie. Fenomenul se manifestă prin secete frecvente, unele de lungă durată (de exemplu, cea din 1946-1947 sau cele din 2000 și 2003). Durata medie a intervalelor de secetă, calculată din valori multianuale este cuprinsă între 15 și 19 zile, iar durata maximă de 50 de zile. Scurgerea lichidă a unor râuri autohtone are un caracter temporar, din cauza energiei de relief scăzute, prezenței depozitelor loessoide cu coeficient de infiltrare mai ridicat, interfluviilor sub formă de câmpuri netede cu pantă foarte slabă, existentei ariilor semiendoreice. O mare parte din apa rezultată din precipitații, care nu reușește să se scurgă, se infiltrează și alimentează pânzele freatice, iar o parte stagnează în crovuri, formând lacuri în perioadele de exces de umiditate. Resursele de apă sunt moderate sub raport cantitativ și se găsesc sub forma apelor subterane (ape freatice și ape de adâncime) și a apelor de suprafață (lacuri naturale și antropice, râuri).
Apele freatice sunt cantonate, mai ales în stratele de Fratești, în depozitele de terasă și în aluviunile de pe văile principalelor râuri; sunt alimentate de precipitații și prin deplasarea apelor din stratele de Cândești, fiind puse în evidență prin aliniamente de izvoare, unde văile adânci le intersectează. La nivelul câmpurilor, adâncimea stratului acvifer depășește 20 m, iar în dreptul crovurilor și versanții văilor scade sub această valoare.
Hidrochimic, apele din stratele de Fratești și din depozitele de terasă au mineralizări
între 0,5-1,5 g/l, având calități potabile, iar cele din depozitele de luncă între 1-3 g/l.
Apele de adâncime, puse în evidență de forajele hidrogeologice executate până la 500 metri, neutilizate până în prezent, au un caracter ascensional.
Râurile ce drenează teritoriul județului se grupează în alohtone și autohtone. Arterele cele mai importante se găsesc în sud (Dunărea) și în vest (Oltul), și cursurile superioare ale Câlniștei și Glavaciocului care aparțin bazinului Argeșului. Procentul cel mai ridicat al scurgerii se înregistrează primăvara, iar scurgerea cea mai mică se înregistrează toamna.
Scurgerea medie specifică de aluviuni în suspensie și turbiditatea râurilor înregistrează în județul Teleorman, ca de altfel în toate județele din Câmpia Română, cele mai mici valori din țară, datorită faptului că relieful are o pantă și o energie mică, precum și o scurgere lichidă redusă, care nu favorizează procesele de transport și eroziune.
Chimismul râurilor este condiționat de compoziția chimică a rocilor și solurilor, de condițiile climatice, hidrologice și antropice, precum și de alimentarea subterană. Variază în funcție de anotimp și de debit, fiind mai ridicat iarna și în timpul scurgerii minime de toamnă (peste 700 mg/l) și mai scăzut primăvara (300-500 mg/l). Toate râurile teleormănene au ape bicarbonatice calcice în sectoarele superioare și bicarbonatice sodice în sectoarele inferioare. Dintre substanțele biogene, azotiții și azotații apar ca urmare a descompunerii resturilor organice și se găsesc între 0-0,3 mg/l. Duritatea apei este cuprinsă între 8º-16°C și se datorează rocilor cuaternare pe care se dezvoltă și de care este legată, în parte, mineralizarea. PH-ul este cuprins între 6,5 și 8, iar oxigenul dizolvat se găsește în concentrații cuprinse între 7-14 mg/l.